# Järvsö
Järvsö – miejscowość (tätort) w Szwecji, w regionie administracyjnym (län) Gävleborg, w gminie Ljusdal.
Według danych Szwedzkiego Urzędu Statystycznego liczba ludności wyniosła: 1557 (31 grudnia 2015), 1508 (31 grudnia 2018) i 1519 (31 grudnia 2019).